# Екскаватор
Екскава́тор (англ. excavator, від to excavate — «виймати ґрунт») — самохідна землерийна машина для виймання та переміщення м'якого ґрунту, гірської породи тощо.

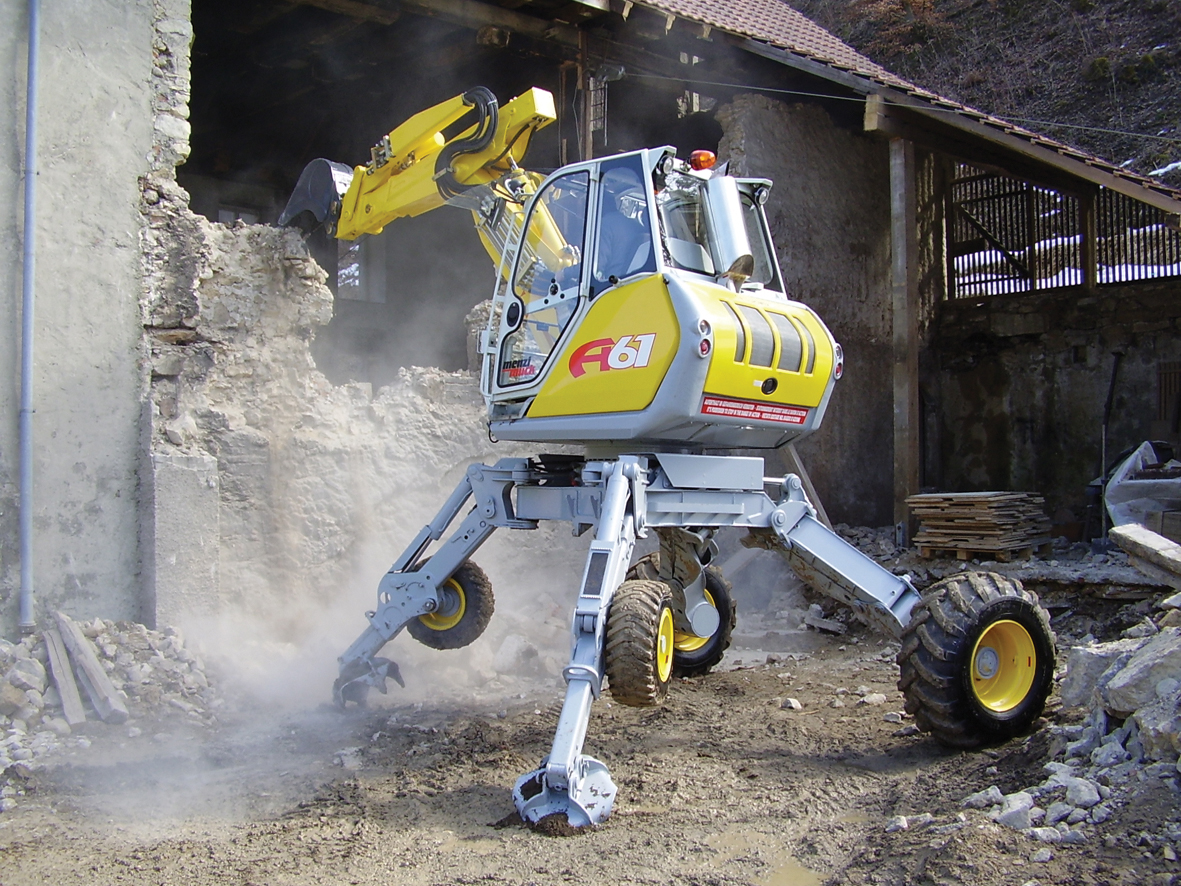
Крокуючий екскаватор з телескопічною стрілою фірми Menzi Muck AG

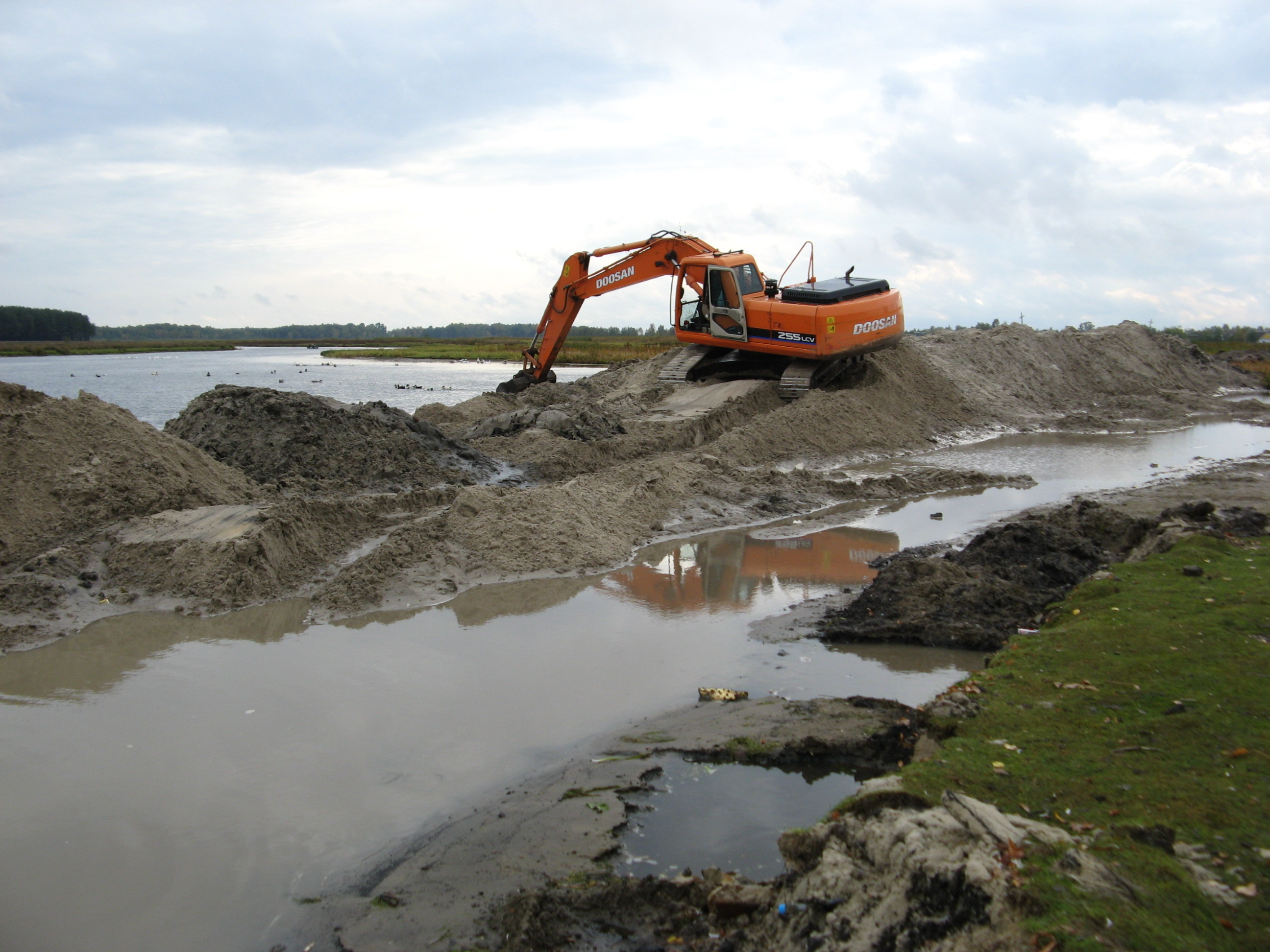
Гусеничний екскаватор з гідравлічним приводом на будівництві дамби

## Історія

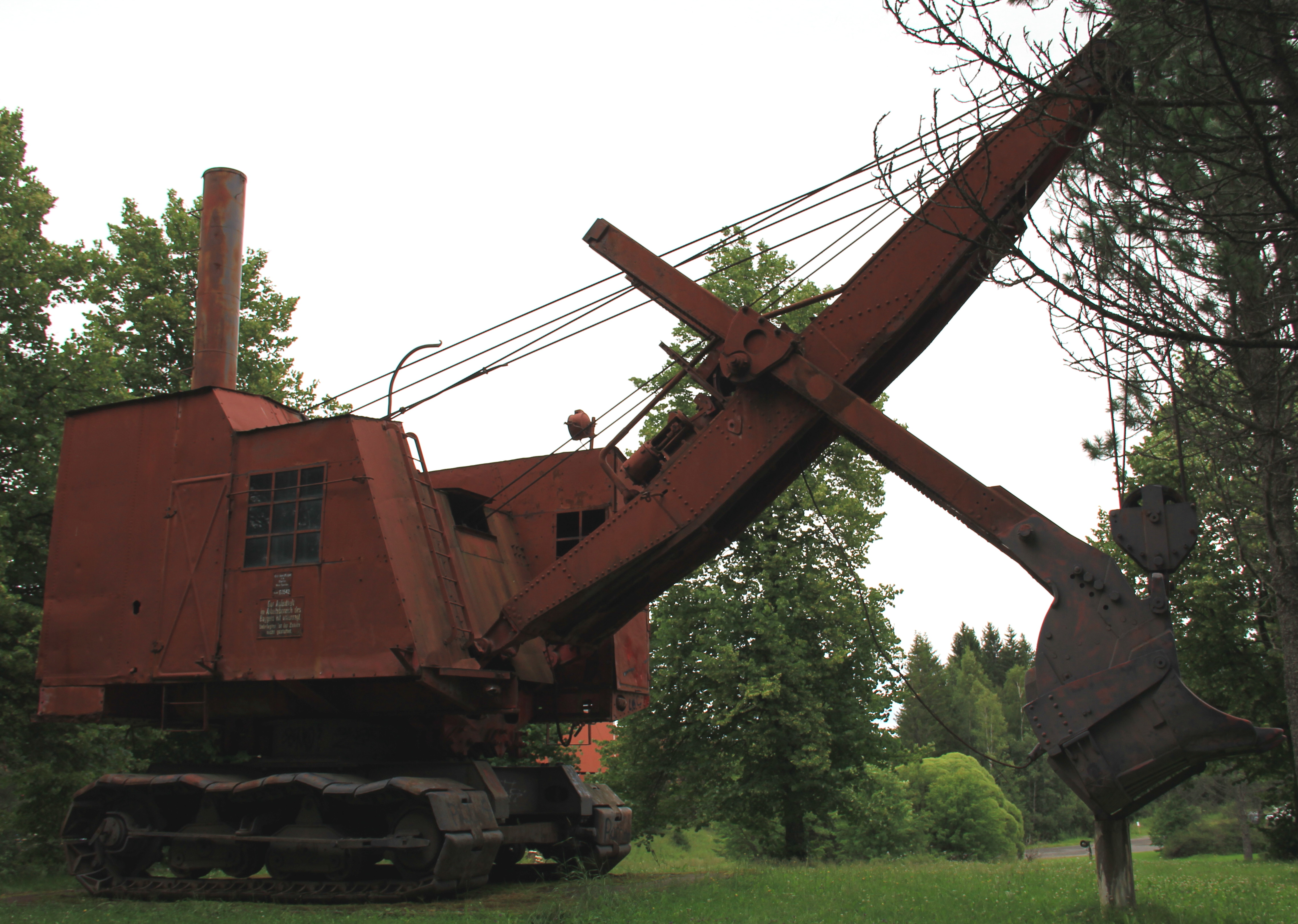
Старий паровий одноковшовий екскаватор у Кітее, Фінляндія.

Ідея створення землерийних машин належить Леонардо да Вінчі, який на початку XVI ст. запропонував схему екскаватора-драглайна. Екскаватор — найпоширеніший тип виймально-вантажних машин, що експлуатуються на відкритих розробках родовищ корисних копалин.

## Класифікація
За принципом дії екскаватори поділяються на машини циклічної дії (одноківшевий екскаватор, драглайн, гідравлічний екскаватор) і безперервної дії (багатоківшевий екскаватор, роторний екскаватор, фрезерний екскаватор).
Конструктивно екскаватори складаються з робочого, ходового, силового обладнання, механізмів їх привода і управління, допоміжного обладнання, платформи з рамою, надбудови і кузова.
За експлуатаційним призначенням і родом роботи існуючі типи екскаваторів класифікують на кар'єрні, розкривні, видобувні, будівельні тощо;
За типом ходового обладнання — гусеничні, крокуючі, пневмоколісні і рейкові, плавучі;
За родом силового обладнання — електричні, дизельні, гідравлічні, комбіновані.
В Україні екскаватори виготовляються на Донецькому машинобудівному заводі та на Новокраматорському машинобудівному (НКМЗ). Тільки екскаватори НКМЗ виконують в країнах СНД до 50 % землерийних робіт.

### Види
- Багатоківшевий екскаватор
- Баштовий екскаватор
- Гідравлічний екскаватор
- Драглайн
- Компактний роторний екскаватор
- Ланцюговий екскаватор
- Одноківшевий екскаватор
- Роторний екскаватор
- Фрезерний екскаватор
- Траншеєкопач

## Цикл екскавації
Цикл екскавації — сукупність і послідовність операцій, які виконуються екскаватором циклічної дії у процесі виймання та навантаження гірничої маси: черпання (копання) у вибою, поворот машини до транспортного засобу, розвантаження ковша і поворот машини до вибою для початку наступного циклу.

## Ринок екскаваторів
Серед основного гірничого обладнання екскаватори користуються підвищеним попитом, оскільки вони відіграють важливу роль у проектах наземного видобутку корисних копалин. Ринок екскаваторів стрімко розвивається на ринку екскаваторів-навантажувачів, які потенційно використовуються для проведення наземних гірничих робіт, як правило, при копанні та земляних роботах на компактних ділянках. Ринок екскаваторів-навантажувачів становив 2,38 мільярда доларів США в 2018 році, і, як очікується, він зросте на 5,6% до 2026 року. Провідні виробники екскаваторів-навантажувачів впроваджують технології для кращої продуктивності та низького обслуговування. Наприклад, Caterpillar представила CAT 424B2 з ефективною гідравлікою, високою продуктивністю, низькими витратами на технічне обслуговування, послугами після продажу та довговічністю. Іншими провідними виробниками є Xuzhou Construction Machinery, Deere & Company, Caterpillar, Volvo CE, J.C. Bamford Excavators тощо.

## Галерея

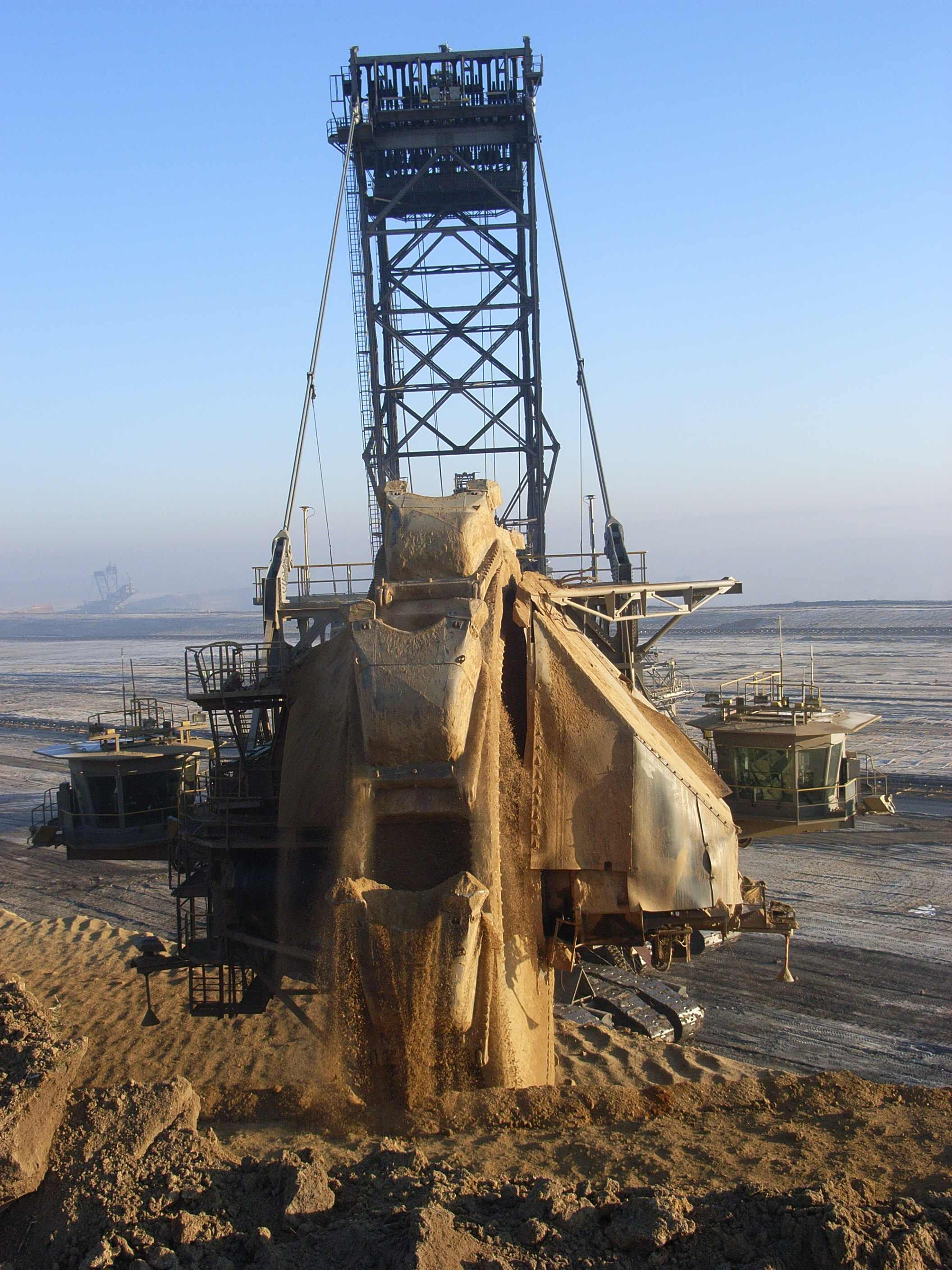
Роторний екскаватор
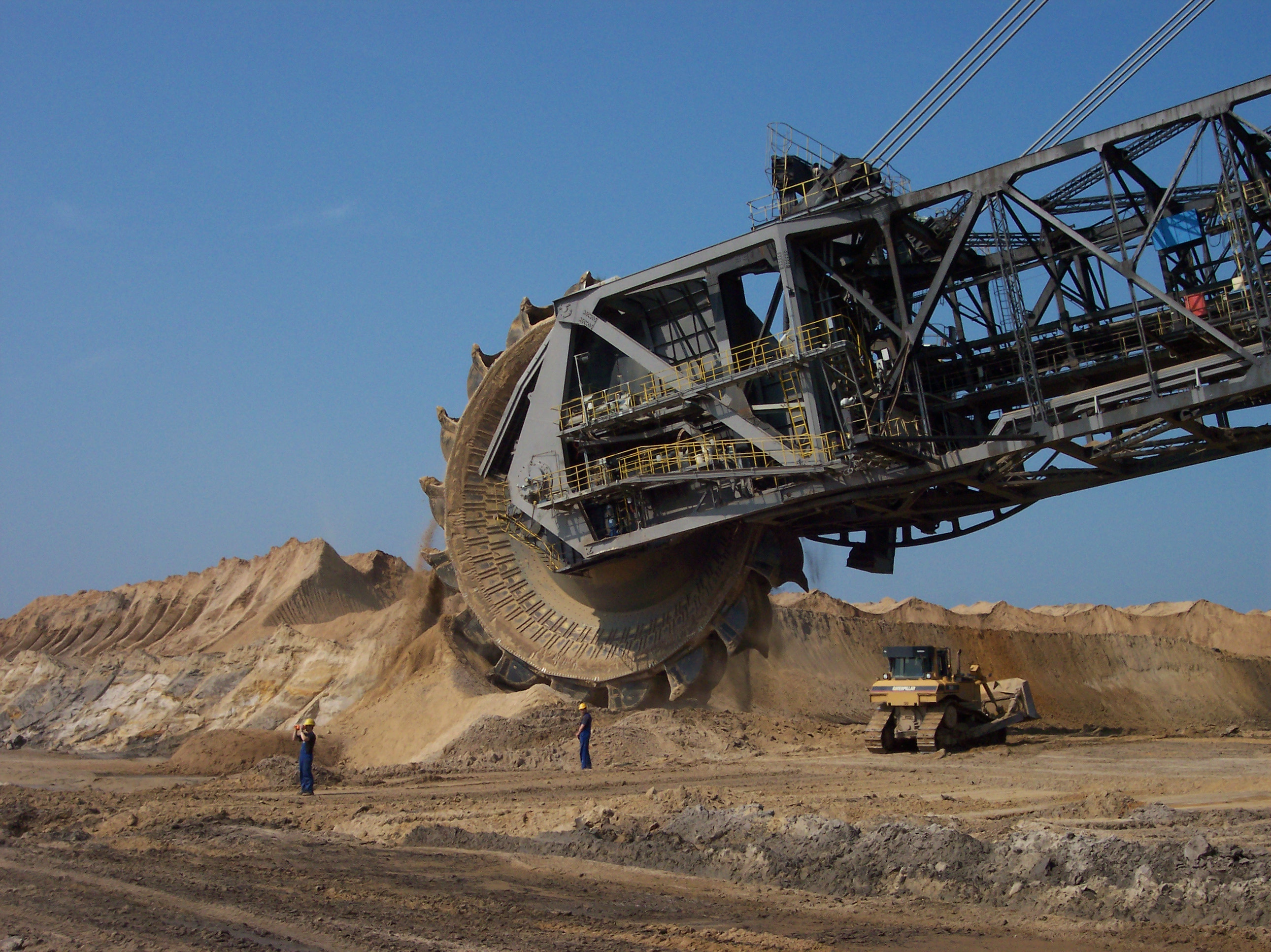
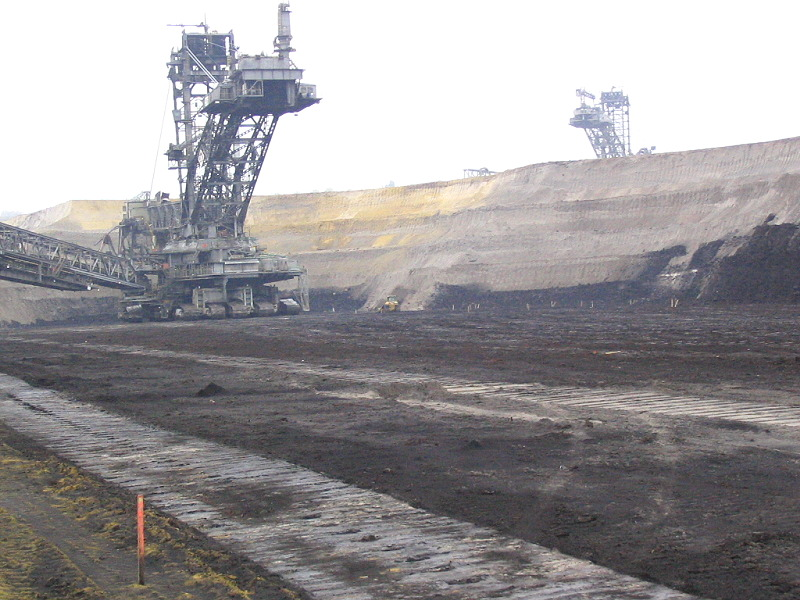
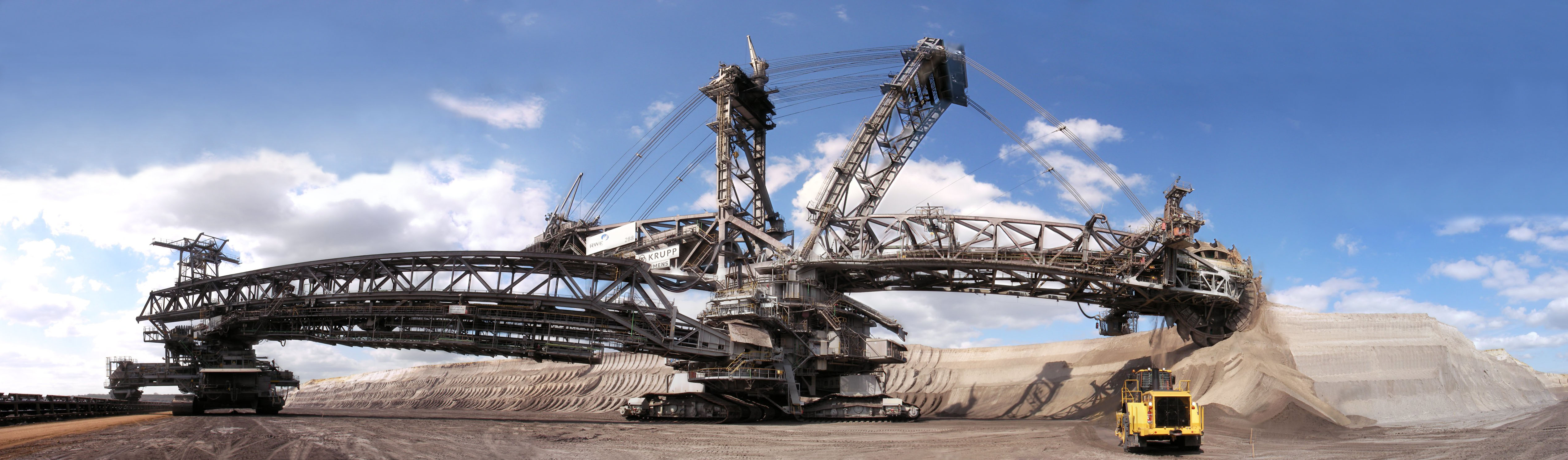
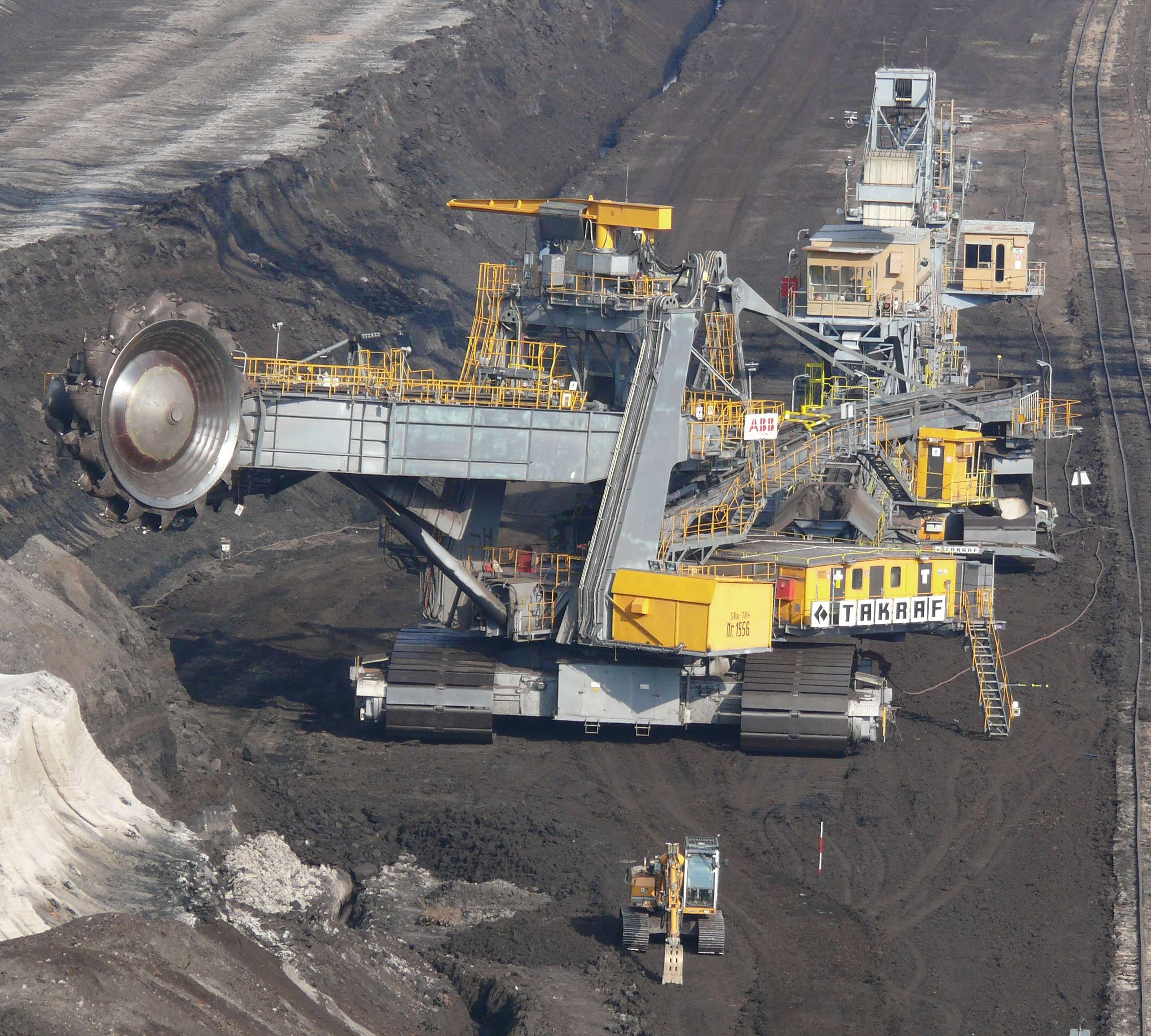
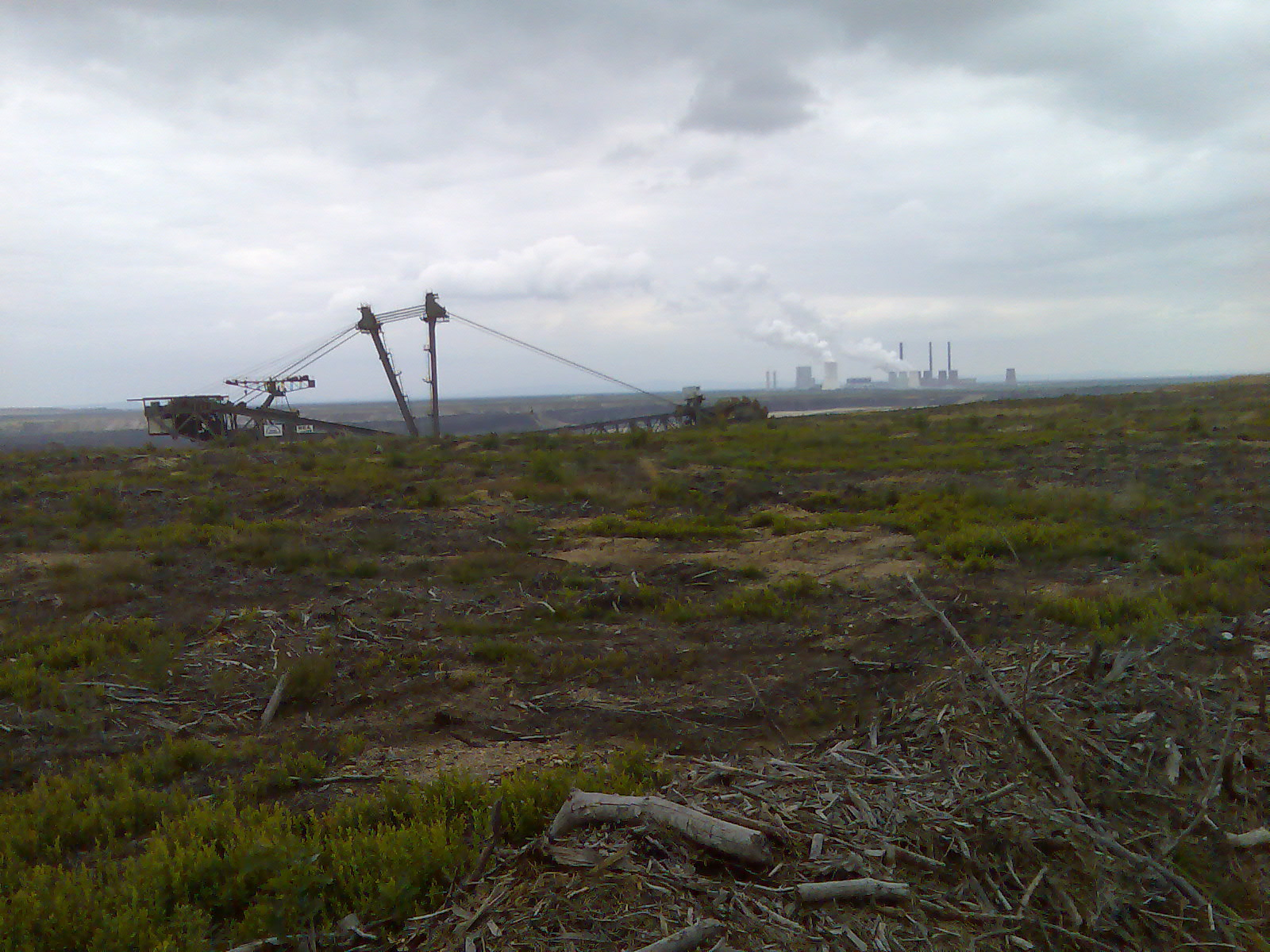